# 裴頠
裴頠（267年—300年），字逸民，河東郡聞喜（今山西聞喜縣）人，西晉哲學家，著有《崇有论》。出身於官宦世家河東裴氏，祖父裴潛，曹魏尚书令；父裴秀，西晉尚書令、地圖學家；姨父賈充；娶王戎长女为妻。

## 生平
裴頠少時聰穎，善談《老子》、《易經》等著作。他的父亲裴秀在曹魏時為權臣司馬昭之僚屬，至晉朝立國历任散騎常侍、光祿大夫、司空，授開府之权，為晉武帝司馬炎之近臣，地位尊崇。裴頠少年时便获得周弼和賈充的高度评价，晉惠帝时为国子祭酒，兼右军将军。后以诛杨骏功，封武昌侯奏修国学，刻石写经累迁尚书。每授一职，殷勤固让，博引古今成败以为言。进尚书左仆射，专任门下事。裴頠的表姐贾皇后的从兄贾模担心贾皇后因凶暴致祸连累自己，与裴頠、王衍图谋废后，因王衍后悔而未果。裴頠后为赵王司馬倫所害。惠帝反正，追谥成。

## 崇有論
裴頠的崇有论是针对王弼等玄学“贵无”论提出的。他从以下几个方面，批判了王弼一派“以无为本”的思想：
首先，王弼认为，世界万物以无为本。裴頠反对在现实世界之外另有一个本体。他认为，有之所以发生，它是自生、自有的。有的存在就是其本体。无不过是有的一种消失了的状况。这个观点排斥了无的绝对性，永恒性、至上性，从根本上否定了王弼的以无为本的观点。
其次，在王弼看来，个体事物总有其局限性，不能自存，万有必须以无为本体，才能存在。针对于此，裴頠认为，作为世界根本的道，就是万有自身，道无非是万有的总和，离开万有也就没有道。这就从世界的统一性问题否定了王弼以无为本的观点。
再次，王弼把事物的规律和事物本身割裂开来，从而把规律看成是本体无的产物。裴頠认为：万物的变化和错综复杂的关系是寻求事物规律的迹象的根据。也就是说，规律是表现在事物的变化和相互作用中。他进一步指出，事物变化的形迹之所以可以寻求，正因为有理在其中，这就驳斥了王弼从万有之外去寻求事物变化根源的唯心主义本体论。
最后，王弼的唯心主义本体论的一个重要观点是：万有都有本身质的规定，每个具体的事物都是全体的一部分，都有其规定性，因而不能自足。而需要依靠别的东西作为其存在的根据。裴頠则认为：事物的存在要根据条件，条件合适于某一事物的存在，对以某一事物而言就是“宜”，事物选择其适合存在的条件，就叫合乎实际。也就是说，每个事物存在的原因，总是同其他事物联系在一起的，万物之间互相资助，互相依靠，就是自己存在和发展的根据。这里裴頠以个体事物互为存在的条件来说明个体事物存在的原因，而不是从事物之外去寻找其存在的原因。这不能不说是一个很重要的唯物主义观点。由此，他得出结论说：“济有者，有也。”